# Droga wojewódzka 315
Die Droga wojewódzka 315 ist eine Woiwodschaftsstraße in den polnischen Woiwodschaften Großpolen und Lebus. Die Straße beginnt in Wolsztyn (Wollstein) und verläuft über Świętno (Schwenten) und Lubięcin (Liebenzig) nach Nowa Sól (Neusalz an der Oder), wo sie sich mit der Droga ekspresowa S3 und der Droga wojewódzka 297 trifft. In ihrem Verlauf trifft die Straße zudem auf die Droga wojewódzka 314, die Droga wojewódzka 316, die Droga wojewódzka 278, die Droga wojewódzka 318, die Droga wojewódzka 321 sowie die Droga wojewódzka 292. Die DW 315 hat eine Gesamtlänge von 46 Kilometern.